# Crescentaleyrodes
Crescentaleyrodes is een geslacht van halfvleugeligen (Hemiptera) uit de familie witte vliegen (Aleyrodidae), onderfamilie Aleyrodinae.
De wetenschappelijke naam van dit geslacht is voor het eerst geldig gepubliceerd door David & Jesudasan in 1987. De typesoort is Tetraleurodes semilunaris.

## Soorten
Crescentaleyrodes omvat de volgende soorten:
- Crescentaleyrodes fumipennis (Hempel, 1899)
- Crescentaleyrodes monodi (Cohic, 1969)
- Crescentaleyrodes paulianae (Cohic, 1969)
- Crescentaleyrodes semilunaris (Corbett, 1926)
- Crescentaleyrodes vetiveriae Dubey & Ko, 2006